# Сульмежице (гмина)
Сульмежице (пол. Sulmierzyce) — сельская гмина (волость) в Польше, входит как административная единица в Пайенченский повет, Лодзинское воеводство. Население — 4811 человек (на 2004 год).

## Сельские округа
1. Анелюв
2. Белики
3. Богумиловице
4. Хоженице
5. Домброва
6. Домбрувка
7. Дворшовице-Пакошове
8. Элигюв
9. Филиповизна
10. Кодрань
11. Кузница
12. Ленчиска
13. Марцинув
14. Нова-Весь
15. Остроленка
16. Патыкув
17. Пекары
18. Станиславув
19. Сульмежице
20. Тшцинец
21. Воля-Выджина
22. Злотники

## Прочие поселения
1. Богумиловице-Колёня
2. Борек
3. Дыгудай
4. Ксаверув
5. Конты
6. Лесьна-Нива
7. Марковизна
8. Острувек
9. Пекары-Колёня
10. Погонка
11. Сивежизна
12. Сульмежице-Колёня
13. Валевице
14. Винек
15. Виснюв
16. Воеводзизна
17. Заводзе

## Соседние гмины
1. Гмина Клещув
2. Гмина Льгота-Велька
3. Гмина Пайенчно
4. Гмина Жонсня
5. Гмина Стшельце-Вельке
6. Гмина Щерцув